# Рамон Боррель I (граф Барселоны)
Рамо́н Борре́ль I (кат. Ramon Borrell; исп. Ramón Borrell; 971 или 26 мая 972—8 сентября 1017) — граф Барселоны, Жероны и Осоны (992/993—1017).

## Биография

### Граф-соправитель
Рамон Боррель I был старшим сыном Борреля II, первого барселонского графа, провозгласившего себя независимым от королей Франции.
В 988 году Боррель II объявил своих сыновей Рамона Борреля и Эрменгола соправителями, поручив Эрменголу Урхель, а его старшему брату все оставшиеся свои владения. К началу 992 года Рамон Боррель и его брат уже полностью заменили отца в управлении Барселонским графством, о чём свидетельствует наличие их подписей под хартиями этого периода и отсутствие в них подписи Борреля II.
24 сентября 992 или 993 года граф Боррель подписал завещание, закреплявшее раздел своих владений между сыновьями, и 30 сентября скончался. Рамон Боррель I получил графства Барселона, Жерона и Осона, Эрменгол I Кордовец — графство Урхель.

### Правление
Первые годы правления граф Рамон Боррель I посвятил восстановлению своего графства после похода в 985 году аль-Мансура, закончившегося разорением Барселоны.
В 1000 году возобновились походы мавров, которые в следующие два года совершили несколько набегов на земли Барселонского графства. В том числе аль-Мансур в 1001 году разорил принадлежавший Рамону Боррелю город Манреса. После смерти в 1002 году аль-Мансура фактическим правителем Кордовского халифата стал его сын хаджиб Абд аль-Малик аль-Музаффар, который продолжил политику своего отца, направленную на подчинение христианских государств Пиренейского полуострова.
В конце 1002 или в самом начале 1003 года Рамон Боррель I и Эрменгол I совершили нападение на Лериду, нанесли в бою около Альбесы поражение мусульманскому военачальнику Вадиху и захватили большую добычу. В ответ аль-Музаффар с войском из мавров и леонцев вторгся в графство Урхель. Первоначально успех сопутствовал графам Барселоны и Урхеля, нанёсшим маврам поражение в битве при Торе, но 25 февраля аль-Музаффар разбил графов в битве при Альбесе и захватил в плен Эрменгола I, после чего взял и полностью сжёг город Мейя. Граф Урхеля был освобождён только после согласия разрушить несколько своих приграничных крепостей. Одновременно Вадих взял крепость Монтмагастер, казнив всех пленённых здесь христианских воинов, и совершил нападение на Кастельон. Только позднее время года заставило аль-Музаффара прекратить разорение Каталонии. В результате похода, по свидетельствам мусульманских исторических хроник, было пленено 5 570 христиан, разрушено 35 христианских крепостей, ещё в шести были размещены гарнизоны воинов-мавров.
В 1004 году хаджиб вновь организовал поход во владения Рамона Борреля и Эрменгола, во время которого полностью разрушил Манресу, которая оставалась в руинах около 20 лет. В 1005 году во владения барселонского графа совершил поход военачальник Вадих.

Каталонские графства в IX—XII веках.

Смерть в 1008 году аль-Музаффара, а затем убийство в марте 1009 года его брата и преемника на должности хаджиба Абд ар-Рахмана Санчуэло привели к началу гражданской войны в Кордовском халифате, в которую в качестве союзников различных претендентов на престол вмешались и христианские правители.
Весной 1010 года в Тортосе графы Рамон Боррель I и Эрменгол I заключили союз с военачальником Вадихом и его кандидатом на престол, свергнутым халифом Мухаммадом II. По одним данным 22 мая, по другим — в начале июня соединённое войско Рамона Борреля, Эрменгола, Вадиха и Мухаммада II разбило в битве при Акбат ал-Бакаре войско, состоявшее из берберов, сторонников правящего халифа Сулеймана, и их союзников кастильцев. Это позволило Мухаммаду II войти в Кордову, которая была отдана им на разграбление войску каталонцев. Вместе со своими воинами в столицу Кордовского халифата прибыл и граф Барселоны. Однако уже 21 июня войско Вадиха и Мухаммада II было разбито берберами в сражении на реке Гвадияро, после чего Рамон Боррель разорвал союз с побеждёнными и возвратился на родину.
В 1015 и 1016 годах граф Рамон Боррель I, вероятно, вместе со своим союзником, правителем Сарагосы Мунзиром I ал-Мансуром, совершил ещё два похода против мавров: первый в долину реки Эбро, второй к реке Сегре, что позволило ему окончательно избавить своё графство от нападений со стороны мусульман. В этих походах было захвачено большое количество ценностей, которые граф Барселоны использовал для раздачи в качестве даров своим вассалам, что укрепило его власть внутри графства.
В 1016 года в Сарагосе при посредничестве Мунзира I, опасавшегося роста влияния короля Наварры Санчо III, состоялась встреча Рамона Борреля с графом Кастилии Санчо Гарсией, на которой было заключено соглашение о помолвке сына и наследника графа Барселоны Беренгера Рамона с Санчей, дочерью графа Кастилии. Эта встреча является первым документально подтверждённым свидетельством политических связей между правителями Барселоны и Кастилии.
Летом 1017 года Рамон Боррель I и Мунзир I ал-Мансур выступили в новый поход на Кордову с целью возведения на престол халифа Абд ар-Рахмана IV, но из-за болезни граф был вынужден прервать поход и 28 августа возвратиться в Барселону.
Граф Рамон Боррель I скончался в Барселоне 8 сентября 1017 года и был похоронен в церкви Сан-Эвлалиа. Ранее считалось, что содержащаяся в каталонских мартирологах запись о смерти 24 или 25 февраля 1018 года некоего Борреля, относится к графу Барселоны Рамону Боррелю I, однако современные историки установили, что это запись о кончине епископа Вика Борреля.
Во время своего правления Рамон Боррель I проводил политику экономического развития своих владений. По его инициативе были повторно заселены ранее пустовавшие Сегарра, Конка-де-Барбера и земли к северу от Таррагоны, а также началось строительство существующего до наших дней кафедрального собора Барселоны — церкви Сан-Эвлалиа. Рамон Боррель I стал первым графом Барселоны, начавшим чеканить собственное имя на монетах, изготовленных в его графствах.
С 1010 года Рамон Боррель I был опекуном своего малолетнего племянника, графа Урхеля Эрменогола II.
Пользуясь тесными связями, которые его семья имела с папой римским Сильвестром II, Рамон Боррель I получил от папы несколько хартий, подтверждавших отсутствие у графа Барселоны каких-либо вассальных обязательств перед королём Франции. В 1002 году в сопровождении епископа Вика Арнульфо граф совершил паломничество в Рим, где с помощью папы римского разрешил в свою пользу конфликт вокруг монастыря Сан-Бенет-де-Бажес.
В ноябре 1010 года в Сео-де-Уржеле под председательством архиепископа Нарбонны состоялся собор иерархов Каталонии, на котором по инициативе епископа Урхеля святого Эрменгола и при поддержке Рамона Борреля I была восстановлена община каноников кафедрального собора Санта-Мария-де-Урхель. Впоследствии эту должность исполняли почти все члены барселонской графской семьи, правители различных каталонских графств, а также иерархи, не только из каталонских епархий, но и из епархий всего Лангедока. На соборе, кроме церковных иерархов, также присутствовали и многие каталонские сеньоры (в том числе, граф Урхеля Эрменгол II и граф Руссильона Гислаберт I). Историки считают это собрание одним из первых свидетельств установления в Каталонии общественно-политического единства под верховной властью графов Барселоны.
Наследником Рамона Борреля I стал его малолетний сын Беренгер Рамон I, который до совершеннолетия (1023 год) управлял графством под регентством своей матери Эрмесинды.

### Брак и дети
Рамон Боррель I с 990 или 991 года был женат на Эрмесинде (умерла 1 марта 1058), дочери графа Каркассона Роже I. Детьми от этого брака были:
- Беренгер Рамон I Горбатый (1000/1005—26 мая 1035) — граф Барселоны, Жероны и Осоны (1017—1035)
- сын
- Аделаида (Папия) — жена (не ранее 1018) графа Рожера де Тосни[англ.] (около 990—1040)